# 김병욱 (1977년)
김병욱(金炳旭, 1977년 4월 30일~)은 대한민국의 정치인이다. 제21대 국회의원이다.

## 학력
- 1983~1989:연일국민학교 졸업
- 1989~1992:영일중학교 졸업
- 1992~1995:포항고등학교 졸업
- 1995~2003:경북대학교 정치외교학 학사
- 2007~2013:연세대학교 행정대학원 지방자치도시행정학 석사

## 경력
- 2003.03~2004.05:국회 강재섭 의원실 인턴
- 2004.05~2008.05:국회 강재섭 의원실 비서
- 2008.05~2010.02:국회 박보환 의원실 비서관
- 2012.02~2012.03:국회 박상은 의원실 비서관
- 2012.03~2012.05:국회 박상은 의원실 보좌관
- 2012.05~2012.06:국회 박상은 의원실 비서관
- 2012.11~2012.12:새누리당 대통령선거 중앙선거대책위원회 정세분석팀장
- 2013.03~2014.10:국회 이학재 의원실 비서관
- 2014.10~2015.09:수도권매립지관리공사 전문위원
- 2015.09~2020.02:국회 이학재 의원실 보좌관
- 2020.05:미래통합당 윤미향 더불어민주당 당선자의 부정 의혹을 규명하기위한 위안부 할머니피해 진상규명 전담팀 위원
- 2020.05:미래통합당 경북도당 포항시 남구·울릉군 당협위원장
- 2020.06~2020.08:미래통합당 총선백서 제작 특별위원회 위원
- 2020.08~2021.01:미래통합당→국민의힘 코로나19 대책특별위원회 위원
- 2020.09~2021.01:국민의힘 호남 동행 국회의원 발대식 명예의원(전라북도 임실군)
- 2020.10~2021.01:국민의힘 정책위원회 정부정책 감시 특별위원회 위원
- 2020.11~2021.01:국민의힘 청년당 창당 추진위원회 공동위원장
- 2021.06~2024.01: 국민의힘 경북도당 포항시 남구·울릉군 당협위원장
- 2021.08~2021.11:국민의힘 유승민 제20대 대통령 선거 예비후보 희망22 수행단장
- 2021.12~2022.01:국민의힘 선거대책위원회 조직총괄본부 대구·경북본부장
- 2021.12~2022.03: 국민의힘 제20대 대통령선거 경북을 살리는 선거대책위원회 선거대책본부장
- 2022.01~2022.03: 국민의힘 제20대 대통령 선거 선거대책본부 조직본부 대구·경북본부장
- 2022.04~2023.04: 국민의힘 원내부대표
- 2022.05~2022.06: 국민의힘 6·1지방선거 시민이 힘나는 선거대책위원회 선거대책본부 부본부장
- 2022.07~2022.07: 국민의힘 당 상임위원장 후보자 선출 선거관리위원회 위원
- 2022.09: 국민의힘 규제개혁추진단 위원
- 2022.11~2023.03: 국민의힘 민생경제안정특별위원회 위원
- 2024.01~2024.04: 국민의힘 22대 총선 공약개발본부 중앙공약개발단 희망플러스 단장
- 2024.03~2024.04 국민의미래 4·10 총선 중앙선거대책위원회 종합상황실 실장

### 의정 활동
- 2020.05~2024.05: 제21대 국회의원(경북 포항시 남구·울릉군, 미래통합당→국민의힘→무소속→국민의힘, 초선)
  - 2020.06~2024.05: 국회 디지털경제 혁신연구포럼 연구책임의원
  - 2020.06~2024.05: 국민미래포럼 연구책임의원
  - 2020.07~2022.05: 제21대 국회 전반기 교육위원회 위원
  - 2020.07~2024.05: 국회세계한인경제포럼 연구책임의원
  - 2020.07~2024.05: 철강포럼 공동대표의원
  - 2021.12~2022.05: 제21대 국회 정치개혁 특별위원회 위원
  - 2022.05~2022.06: 제21대 국회 전반기 윤리특별위원회 위원
  - 2022.07~2023.07: 제21대 국회 후반기 교육위원회 위원
    - 제21대 국회 후반기 교육위원회 예산결산기금심사소위원회 위원
    - 제21대 국회 후반기 교육위원회 청원심사소위원회 위원
    - 제21대 국회 후반기 교육위원회 취업 후 학자금 상환 특별법 일부개정법률안에 대한 안건조정위원회 위원
    - 제21대 국회 후반기 교육위원회 정순신 자녀 학교폭력 진상조사 및 학교폭력 대책 수립을 위한 청문회 실시계획서 등 3건에 대한 안건조정위원회 위원
    - 제21대 국회 후반기 교육위원회 청원심사소위원회 위원장

  - 2022.07~2023.01: 제21대 국회 후반기 예산결산특별위원회 위원
  - 2022.08~2022.09: 제21대 국회 후반기 국회운영위원회 위원
    - 제21대 국회 후반기 국회운영위원회 청원심사소위원회 위원

  - 2023.01~2024.05: 제21대 국회 후반기 예산결산특별위원회 위원
  - 유니콘팜 구성의원
  - 2023.07~2024.05: 제21대 국회 후반기 과학기술정보방송통신위원회 위원

## 역대 선거 결과
| 실시년도 | 선거   | 대수 | 직책     | 선거구                  | 정당       | 득표수    | 득표율          | 순위 | 당락 | 비고 |
| -------- | ------ | ---- | -------- | ----------------------- | ---------- | --------- | --------------- | ---- | ---- | ---- |
| 2020년   | 총선   | 21대 | 국회의원 | 경북 포항시 남구·울릉군 | 미래통합당 | 74,794 표 | \| \| 55.83% \| | 1위  |      | 초선 |
|          | 55.83% |      |          |                         |            |           |                 |      |      |      |

## 웹사이트
- 국회의원 김병욱 블로그